# Molophilus porrectus
Molophilus porrectus là một loài ruồi trong họ Limoniidae. Chúng phân bố ở miền Australasia.